# Pamela Voorhees
(Tipica esclamazione di Pamela)
Pamela Voorhees è un personaggio immaginario, madre del serial killer Jason Voorhees nel primo film della saga horror di Venerdì 13.

## Biografia
Nata nel 1930, Pamela si sposa con Elias Voorhees e, a 15 anni, rimane incinta di due bambini fuori dal matrimonio. L'anno successivo, la ragazza mette alla luce una bambina e un bambino Idrocefalo: Diana e Jason. Pamela voleva molto bene a Jason, a discapito del suo orrendo aspetto, motivo per cui lasciò in adozione la figlia e tenne il figlio, considerandolo sempre un angelo e proteggendolo dalle botte del padre, motivo per cui lo uccise. Più tardi, Pamela viene assunta dai Christy come cuoca di Camp Crystal Lake, alla quale anche Jason viene invitato in qualità di campeggiatore, affidato agli animatori Barry e Claudette.
Un giorno del maggio 1957, mentre Pamela è occupata a preparare i pasti e i due animatori hanno un rapporto sessuale, Jason viene preso di mira da alcuni dei suoi compagni e viene gettato nel lago. Si pensa quindi che sia annegato, in quanto il corpo non viene ritrovato. Stando ad una scena tagliata di Jason va all'inferno e il fumetto Freddy vs. Jason vs. Ash, Pamela tentò di salvare il figlio tramite un libro magico in suo possesso: il Necronomicon Ex-Mortis.
All'insaputa di tutti, Jason sopravvive all'affogamento e si rifugia nei boschi, nutrendosi per anni di animali catturati nei dintorni del lago. Per Pamela, la "morte" di Jason costituisce uno shock terribile, portandola ad udire (e colloquiare) con un'inesistente Jason che le intima di fare giustizia per la sua morte; l'anno successivo, Pamela uccide Barry e Claudette e, dopo essersi trovata un alibi, si licenziò.
Negli anni successivi Pamela tenta di impedire la riapertura del campeggio provocando vari incidenti. Pamela riesce a far chiudere il campeggio definitivamente fino a quando, nel 1979, Steve Christy, figlio dei fondatori, facendosi aiutare da un gruppo di adolescenti, decide di riaprire il campeggio al pubblico. Nei giorni successivi Pamela ritorna al campeggio uccidendo tutti i ragazzi coinvolti, lasciando per ultima Alice Hardy, a cui confessò direttamente del suo piano e per poi assalirla. Dopo una lunga lotta, Alice riesce ad afferrare un machete e a decapitare Pamela.
Jason assiste alla scena dai cespugli e, da quel momento, manterrà vivo il ricordo della madre, uccidendo chiunque tenti di riaprire il campeggio. Conservando la testa, il maglione e il machete della madre e mettendoli sopra un santuario da lui fatto nella propria baracca in cui è vissuto.
Pamela viene più volte citata e mostra, via flashback e allucinazioni: la prima avviene nel secondo film, in cui Ginny Field, facendo ricorso ai suoi studi sulla psicologia infantile, si nasconde nella baracca di Jason, usa il maglione della madre e si spaccia per Pamela. Jason ci casca, vedendo pure il volto della madre su Ginny… almeno finché non nota la testa mozzata di Pamela spuntare da dietro la ragazza.
Nel terzo film, in una scena che si rifà al finale del primo, Chris sogna di essere prima attaccata da Jason, poi, dopo che questi scompare, dal lago emerge il cadavere putrefatto di Pamela che la trascina negli abissi del lago.
Nel quarto film viene mostrata la sua lapide all'ingresso di Crystal Lake, dove viene rivelato per la prima volta il suo nome.
In Jason va all'inferno, la battaglia finale ha luogo nell'abbandonata casa di Pamela e viene vista la sua secondogenita: Diana.
In Freddy vs. Jason, quando Freddy Krueger resuscita Jason, si camuffa da Pamela per convincerlo a portare morte a Springwood, dimodoché il ricordo del re degli incubi possa riemergere assieme ai suoi poteri. Quando Jason però si mette a uccidere pure le vittime dormienti prima di Freddy, questi si infuria e trascina Jason nel mondo dei sogni, dove prima lo sgrida nei panni della madre, per poi attaccarlo, facendo infuriare il killer di essere stato ingannato tramite la madre. Quando poi Freddy ha il sopravvento e smaschera Jason, lo insulta dicendo che ha "una faccia che solo una madre può amare", il tutto mentre regge la testa mozzata di Pamela.
Pamela viene citata anche all'inizio di Scream: Ghostface tormenta Casey facendo un mortale quiz sugli horror e pone la domanda su chi fosse l'assassino di Venerdì 13. Casey dal panico, risponde fermamente che è Jason, credendo stesse parlando della serie, non del primo film, ma Ghostface corregge la sua domanda e si appresta ad uccidere lei e il suo ragazzo per la domanda fallita.

### Reboot
Nel reboot, gli eventi del primo film sono inclusi nel film, in cui Pamela sta inseguendo l'ultima sopravvissuta del suo massacro, urlandogli di essere responsabile della morte del figlio. La ragazza però ferma Pamela decapitandola e scappa via. Proprio allora, il piccolo Jason emerge nei boschi e lo spirito della madre ringrazia il cielo che lui sia vivo, per poi pregarlo di vendicarla, uccidendo chiunque metta piede su quel luogo sacrilego che li ha separati. Come nel secondo film, Jason conserva la testa della madre e un suo medaglione raffigurante la giovane Pamela e il giovane Jason.
30 anni dopo, degli escursionisti campeggiano dai presso del campo e vengono attaccati da Jason. Whitney, l'unica sopravvissuta, non viene uccisa perché Jason prima nota che indossa il medaglione della madre (trafugato dal rifugio di Jason dove lei e il suo ragazzo hanno fatto cadere la testa di Pamela in una pozza) e vedendo bene la foto della madre, nota che le due si somigliano e la porta con sé nel suo rifugio sotterraneo, dove la incatena per evitare di perderla un'altra volta.
Quando, un mese dopo, il fratello di Whitney corre a cercarla, la libera, ma vengono attaccati da Jason. Come Ginny, Whitney sfrutta la sua somiglianza con Pamela per incitare il figlio a fermarsi, calciandolo poi in una cippatrice e apparentemente uccidendolo. I due gettano il corpo di Jason nel lago, ma subito dopo, questi riemerge e agguanta Whitney.

### Fumetti
Pamela compie una apparizione nel flashback all'inizio del fumetto Friday the 13th: How I Spent My Summer Vacation, in cui affida Jason a Barry e Claudette. Alla fine del fumetto, Jason saluta il suo amico tornare a casa, nascosto dietro la tomba di sua madre.
Pamela è protagonista del fumetto Friday the 13th: Pamela's Tale.
In Jason vs Leatherface, Pamela ha una storia completamente diversa: innanzitutto è chiamata Doris ed è obesa e, in secondo luogo, viene mostrato che, furiosa che Elias picchiasse il figlio, lo uccise con un colpo di machete.
In Jason vs. Jason X, si scopre che Uber Jason da Jason X ha perso parte della memoria, motivo per cui i suoi ricordi sono sfocati. I resti della testa dell'originale Jason cascano sulla tavola di nanobot del Grendel, ricostruendolo nella sua normale forma organica. I due Jason si scontrano e Uber Jason ne esce vincitore, strappando il cervello del suo gemello e mettendoselo in testa, riacquistando così la memoria di sua madre.
In Freddy vs. Jason vs. Ash e The Nightmare Warriors, Pamela svolte un ruolo marginale: rinchiuso nei sogni di Jason e con la sua testa mozzata accanto a quella di Pamela, Freddy scopre proprio da quest'ultima che i Voorhees sono in possesso del Necronomicon Ex Mortis e Freddy fa un patto con Jason: se lui lo aiuta a ritornare in vita con il Necronomicon, lui userà il libro, usando la versione onirica di Pamela per convincerlo ad accettare.

### Videogiochi
Pamela fa da miniboss segreto nel videogioco Friday the 13th.
Il santuario di Pamela compare anche in Friday the 13th: The Game, in cui dà consigli e incitamenti a Jason con la telepatia.

## Apparizioni
| Film                         | Attrice                      |
| ---------------------------- | ---------------------------- |
| Venerdì 13                   | Betsy Palmer                 |
| L'assassino ti siede accanto | Betsy Palmer                 |
| Week-end di terrore          | Betsy Palmer Marilyn Poucher |
| Venerdì 13 - Capitolo finale | Betsy Palmer                 |
| Freddy vs. Jason             | Paula Shaw                   |
| Venerdì 13                   | Nana Visitor                 |